# Internationale Cricket-Saison 2012/13
Die internationale Cricket-Saison 2012/13 fand zwischen Oktober 2012 und April 2013 statt. Als Wintersaison wurden vorwiegend Heimspiele der Mannschaften aus Südasien, der Karibik und Ozeanien ausgetragen, welche durch das ICC Future Tours Programm 2011–2020 vorgegeben waren. Höhepunkt der Saison war der ICC World Twenty20 2012. Die ausgetragenen Tests der internationalen Touren bilden die Grundlage für die ICC Test Championship. Die ODI bilden den Grundstock für die ICC ODI Championship und die Twenty20-Spiele für die ICC T20I Championship.

## Überblick

### Internationale Touren
| Beginn            | Heimteam    | Auswärtsteam | Resultate | Resultate | Resultate | Artikel |
| Beginn            | Heimteam    | Auswärtsteam | Test      | ODI       | Twenty20  | Artikel |
| ----------------- | ----------- | ------------ | --------- | --------- | --------- | ------- |
| 30. Oktober 2012  | Sri Lanka   | Neuseeland   | 1–1 [2]   | 3–0 [5]   | 0–0 [1]   | Artikel |
| 9. November 2012  | Australien  | Südafrika    | 0–1 [3]   |           |           | Artikel |
| 13. November 2012 | Bangladesch | West Indies  | 0–2 [2]   | 3–2 [5]   | 0–1 [1]   | Artikel |
| 15. November 2012 | Indien      | England      | 1–2 [4]   | 3–2 [5]   | 1–1 [2]   | Artikel |
| 14. Dezember 2012 | Australien  | Sri Lanka    | 3–0 [3]   | 2–2 [5]   | 0–2 [2]   | Artikel |
| 21. Dezember 2012 | Südafrika   | Neuseeland   | 2–0 [2]   | 1–2 [3]   | 2–1 [3]   | Artikel |
| 25. Dezember 2012 | Indien      | Pakistan     |           | 1–2 [3]   | 1–1 [2]   | Artikel |
| 1. Februar 2013   | Australien  | West Indies  |           | 5–0 [5]   | 0–1 [1]   | Artikel |
| 1. Februar 2013   | Südafrika   | Pakistan     | 3–0 [3]   | 3–2 [5]   | 0–1 [2]   | Artikel |
| 9. Februar 2013   | Neuseeland  | England      | 0–0 [3]   | 1–2 [3]   | 1–2 [3]   | Artikel |
| 22. Februar 2013  | Indien      | Australien   | 4–0 [4]   |           |           | Artikel |
| 22. Februar 2013  | West Indies | Simbabwe     | 2–0 [2]   | 3–0 [3]   | 2–0 [2]   | Artikel |
| 8. März 2013      | Sri Lanka   | Bangladesch  | 1–0 [2]   | 1–1 [3]   | 1–0 [1]   | Artikel |

### Internationale Turniere
| Beginn             | Turnier                 | Land      |
| ------------------ | ----------------------- | --------- |
| 18. September 2012 | ICC World Twenty20 2012 | Sri Lanka |

### Fortlaufende Turniere
| Dauer     | Turnier                               |
| --------- | ------------------------------------- |
| 2011–2013 | ICC Intercontinental Cup 2011–2013    |
| 2011–2013 | ICC World Cricket League Championship |

### Internationale Touren (Frauen)
| Beginn            | Heimteam    | Auswärtsteam | Resultate | Resultate | Artikel |
| Beginn            | Heimteam    | Auswärtsteam | WODI      | WTwenty20 | Artikel |
| ----------------- | ----------- | ------------ | --------- | --------- | ------- |
| 11. Dezember 2012 | Australien  | Neuseeland   | 3–1 [4]   | 1–2 [3]   | Artikel |
| 7. Januar 2013    | West Indies | Südafrika    | 2–2 [5]   | 2–0 [2]   | Artikel |
| 22. Februar 2013  | Sri Lanka   | West Indies  | 1–2 [3]   | 1–4 [2]   | Artikel |
| 2. April 2013     | Indien      | Bangladesch  | 3–0 [3]   | 3–0 [3]   | Artikel |

### Internationale Turniere (Frauen)
| Beginn             | Turnier                         | Land                |
| ------------------ | ------------------------------- | ------------------- |
| 26. September 2012 | ICC Women’s World Twenty20 2012 | Sri Lanka           |
| 24. Oktober 2012   | Women’s Twenty20 Asia Cup 2012  | Volksrepublik China |
| 31. Januar 2012    | Women’s Cricket World Cup 2013  | Indien              |

## Champions League
| Beginn          | Turnier                        | Land      |
| --------------- | ------------------------------ | --------- |
| 9. Oktober 2014 | Champions League Twenty20 2012 | Südafrika |

## Nationale Meisterschaften
Aufgeführt sind die nationalen Meisterschaften der Full Member des ICC.
| Land                                         | First-Class                                | List A                                        | Twenty20                                       |
| -------------------------------------------- | ------------------------------------------ | --------------------------------------------- | ---------------------------------------------- |
| Australien                                   | Sheffield Shield 2012/13                   | Ryobi One-Day Cup 2012/13                     | Big Bash League 2012/13                        |
| Bangladesch                                  | National Cricket League 2012/13            |                                               | Bangladesh Premier League 2012/13              |
| Bangladesh Cricket League 2012/13            |                                            |                                               |                                                |
| Indien                                       | Ranji Trophy 2012/13                       | Vijay Hazare Trophy 2012/13                   | Syed Mushtaq Ali Trophy 2012/13                |
| Duleep Trophy 2012/13                        | Deodhar Trophy 2012/13                     |                                               |                                                |
| Irani Cup 2012/13                            | NKP Salve Challenger Trophy 2012/13        |                                               |                                                |
| Neuseeland                                   | Plunket Shield 2012/13                     | Ford Trophy 2012/13                           | HRV Twenty20 2012/13                           |
| Pakistan                                     | Quaid-e-Azam Trophy 2012/13                | Faysal Bank One-Day Cup 2012/13               | Faysal Bank T-20 Cup 2012/13                   |
| President’s Trophy 2012/13                   | President’s Cup One Day Tournament 2012/13 | Faysal Bank Super Eight T-20 Cup 2012/13      |                                                |
| Simbabwe                                     | Logan Cup 2012/13                          | Zimbabwe Domestic One-Day Competition 2012/13 | Zimbabwe Domestic Twenty20 Competition 2012/13 |
| Sri Lanka                                    | Premier Trophy 2012/13                     | Premier Limited Overs Tournament 2012/13      |                                                |
| Südafrika                                    | Sunfoil Series 2012/13                     | Momentum One Day Cup 2012/13                  | Ram Slam T20 Challenge 2012/13                 |
| CSA Provincial Three-Day Competition 2012/13 | CSA Provincial One-Day Competition 2012/13 | CSA Provincial T20 2012/13                    |                                                |
| West Indies                                  | Regional Four Day Competition 2012/13      | Regional Super50 2012/13                      | Caribbean T20 2012/13                          |

## Externe Webseiten
- Übersicht auf Cricinfo